# Efecte bouba/kiki

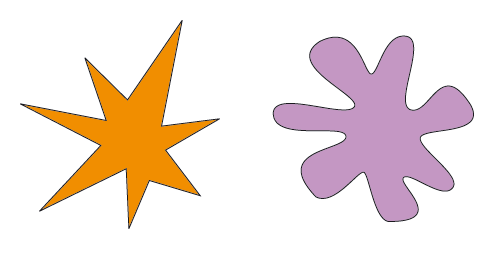
Aquesta imatge es fa servir per mostrar que la relació entre formes i sons no és sempre arbitrària: subjectes castellanoparlants a les illes Canàries van escollir per a la figura de l'esquerra «takete» i per a la de la dreta «baluba».

L'efecte bouba/kiki va ser descobert pel psicòleg Wolfgang F. Köhler el 1929. Als seus experiments duts a terme a l'illa de Tenerife, on el castellà és la llengua primària, Köhler hi mostrà formes semblants a les de la imatge de la dreta en una sèrie de subjectes, i va trobar una forta preferència a associar la forma punxeguda amb el nom «takete» i l'arrodonida amb el nom de «baluba» («maluma» en la versió de 1947). El 2001, Vilayanur S. Ramachandran i Edward Hubbard van repetir l'experiment fent servir les paraules «kiki» i «bouba» i van preguntar a una gran quantitat de subjectes «Quina d'aquestes formes és bouba i quina és kiki?». En aquests experiments fets tant amb parlants d'anglès com de tàmil, del 95% al 98% van escollir la forma arrodonida com a bouba i la punxeguda com a kiki, suggerint que el cervell humà d'alguna manera extrau propietats abstractes de les formes i sons. Un treball recent de Daphne Maurer et al. ha mostrat que àdhuc nens de 2 anys i mig (massa petits per llegir) mostren aquest efecte.
Ramachandran i Hubbard suggereixen que l'efecte kiki/bouba té implicacions per a l'evolució del llenguatge, perquè suggereix que el nomenament dels objectes no és completament arbitrari. Potser es diu «bouba» a la forma arrodonida perquè la boca fa un moviment més arrodonit per produir-ne el so, mentre que li cal un moviment més tens i angular per produir el so de «kiki». A més a més, els sons de la ka són més durs i forts que els de la be. La presència d'aquests mapes sinestèsics suggereix que aquest efecte pot ser la base neurològica per al simbolisme fonètic, en què els sons són mapejats a objectes i esdeveniments d'una manera no arbitrària.
Individus amb autisme no mostren una preferència tan forta. On les persones en la mitjana acorden amb el resultat típic en el 90% de les vegades, els individus amb autisme només hi acorden el 60%.